# Alpioniscus balthasari
Alpioniscus balthasari är en kräftdjursart som först beskrevs av Zdenek Frankenberger 1937.  Alpioniscus balthasari ingår i släktet Alpioniscus och familjen Trichoniscidae. Inga underarter finns listade i Catalogue of Life.